# Phyllonorycter macedonica
Phyllonorycter macedonica là một loài bướm đêm thuộc họ Gracillariidae. Nó được tìm thấy ở Macedonia và Hy Lạp.
Ấu trùng ăn Crataegus laciniata. Chúng ăn lá nơi chúng làm tổ. They create a lower surface tentiform mine.